# نینا ون پالندت
نینا ون پالندت (به انگلیسی: Nina van Pallandt) (زاده ۱۵ ژوئیه ۱۹۳۲) خواننده، بازیگر دانمارکی است.
از فیلم‌هایی که وی در آن نقش داشته است می‌توان به ژیگولوی آمریکایی و کوئینتت اشاره کرد.